# Impressione, levar del sole
Impressione, levar del sole (Impression, soleil levant), noto anche come Impressione, sole nascente, è un dipinto del pittore francese Claude Monet, realizzato nel 1872. L'opera è solitamente esposta al Musée Marmottan Monet di Parigi
Al dipinto si attribuisce l'origine stessa della corrente impressionista. Infatti, durante la prima mostra degli Impressionisti nel 1874, che venne osteggiata dal pubblico e dalla critica e si svolse nella galleria del fotografo Nadar, fu proprio questo dipinto a dare il nome al movimento, prendendo spunto da un articolo del critico della rivista "Charivari" Louis Leroy, che si riferì al titolo del quadro per ironizzare sugli artisti espositori, chiamandoli "impressionisti".

## Descrizione del quadro
Si tratta di una tela dove i principi cardine dell’Impressionismo sono già perfettamente delineati. A essere raffigurato è uno scorcio mattutino del porto di Le Havre, avvolto da una nebbia impalpabile e scialba che rende tutto sfocato e indefinito. In primo piano troviamo, disposte in diagonale da sinistra verso destra, due piccole imbarcazioni che, con placidi remeggi, solcano le acque portuali. Sullo sfondo, dietro il velo di foschia, si profilano infatti i pennoni delle navi ormeggiate, le silhouette dei mezzi meccanici per la movimentazione delle merci, alcune ciminiere fumanti. Alzandosi dalle viscere fluviali, poi, in alto si è librato il disco rossastro del sole che, facendosi lentamente strada nel cielo, emette dei raggi aranciati che si riverberano guizzanti sullo specchio d’acqua, appena screziato da alcune onde, e inondano omogeneamente tutto il paesaggio. In basso a sinistra, infine, il dipinto è firmato e datato: «Claude Monet ’72».
Appare evidente dopo quest’analisi come il dipinto, del tutto scevro da pretese naturalistiche, miri a trasmettere all’osservatore le sensazioni o, per essere più precisi, le impressioni che Monet ha provato contemplando l’aurora sul porto di Le Havre. Se le abituali tecniche pittoriche accademiche miravano ad una rappresentazione fedele della realtà, descritta con pennellate lisce e minuziose, Monet con questa tela preferisce cimentarsi in una pittura realizzata rigorosamente en plein air dove a prevalere è la soggettività dell’artista, finalmente non più oppressa dall’urgenza di operare in totale aderenza alla realtà. Il potere interpretativo del pittore, infatti, qui si traduce in una visione fantastica piuttosto che documentaria, dove la giustapposizione di colori caldi (il rosso e l’arancione) e freddi (il verde azzurrognolo) e l’utilizzo di tocchi virgolati veloci e materici, liberamente disposti sulla tela senza una preparazione disegnativa, rendono particolarmente appassionata quest’evocazione della nebbia e dei vapori del crepuscolo.

## Analisi
Con questo dipinto Monet si è spinto oltre nella dissoluzione dello spazio figurativo, creando giochi di tono e accostando colori caldi (il giallo, il rosso e l'arancio) e freddi (il verde azzurrognolo), rendendo così l'idea dell'impalpabile nebbia mattutina. Le navi, le barche e il porto sono quasi completamente dissolti mentre il sole arancione si riflette nell'acqua in cui prevale il blu grigio uguale a quello di imbarcazioni, uomini, gru, moli e gran parte del cielo. Traspare, dunque, l'intento di raffigurare non soltanto la realtà esterna, ma l'effetto luminoso originatosi nell'occhio dell'artista, poiché la luce della natura diventa il soggetto del dipinto: la luce azzurra e cianotica, tende a divenire rosa con una delicata gradazione tonale su cui risalta il colore del sole e dei suoi riflessi aranciati sull'acqua, leggeri e fugaci. Nel quadro non c'è alcun segno che attesti la realizzazione di un disegno preparatorio e perciò il colore è steso sulla tela con pennellate veloci e brevi, come se avesse una propria consistenza materica e un proprio volume. Monet non vuole più rappresentare la realtà, ma intende superare l'oggettività naturalistica del soggetto cogliendo l'impressione di un momento per trasmettere le sensazioni in lui suscitate contemplando l'alba nel porto di Le Havre.